# Soledad García
Agustina Soledad García (Córdoba, 12 giugno 1981) è un'ex hockeista su prato argentina.

## Palmarès

### Olimpiadi
- 3 medaglie:
  - 1 argento (Sydney 2000)
  - 2 bronzi (Atene 2004; Pechino 2008)

### Mondiali
- 3 medaglie:
  - 2 ori (Perth 2002; Rosario 2010)
  - 1 bronzo (Madrid 2006)

### Champions Trophy
- 7 medaglie:
  - 3 ori (Mönchengladbach 2008; Sydney 2009; Nottingham 2010)
  - 3 argenti (Macao 2002; Quilmes 2007; Amstelveen 2011)
  - 1 bronzo (Rosario 2004)

### Giochi panamericani
- 3 medaglie:
  - 2 ori (Winnipeg 1999; Santo Domingo 2003)
  - 1 argento (Guadalajara 2011)

### Coppa panamericana
- 2 medaglie:
  - 2 ori (Kingston 2001; Bridgetown 2004)